# Larinia kanpurae
Larinia kanpurae là một loài nhện trong họ Araneidae.
Loài này thuộc chi Larinia. Larinia kanpurae được miêu tả năm 1994 bởi Patel & Nigam.